# David Bradley
|  | For fodboldspilleren, se David Bradley (fodboldspiller) |
David Bradley (født 17. april 1942) er en engelsk skuespiller. Han er mest kendt for at spille rollen som
pedellen Argus Filch på Hogwarts i filmatiseringen af bøgerne om Harry Potter samt Walder Frey i serien Game of Thrones.
Han blev blev født i York, England.

## Filmografi
- Criminal (1995)
- In Your Dreams (TV) (1996)
- The Moth (TV) (1997)
- Tom's Midnight Garden (1998)
- Left Luggage (1998)
- The King Is Alive (2001)
- Harry Potter og De Vises Sten (2001)
- Gabriel and Me (2001)
- Blow Dry (2001)
- This Is Not a Love Song (2002)
- Nicholas Nickleby (2002)
- Harry Potter og Hemmelighedernes Kammer (2002)
- Harry Potter og Fangen fra Azkaban (2004)
- Exorcist: The Beginning (2004)
- Harry Potter og Flammernes Pokal (2005)
- Hot Fuzz (2007)
- Harry Potter og Fønixordenen (2007)
- I Know You Know (2008)
- The Colour of Magic (2008)
- Harry Potter og Halvblodsprinsen (2009)
- Harry Brown (2009)
- Harry Potter og Dødsregalierne - del 2 (2011)